# Алло, колл-центр слушает!
Алло, колл-центр слушает! (англ. Hello…) — индийская мелодрама на языке хинди, вышедшая в прокат 10 октября 2008 года. Фильм снят по роману Четана Бхагата «One Night @ the Call Center». В фильме впервые появляется на экране восьмилетняя дочь режиссёра Атула Агнихотри — Ализе.
Фильм получил смешанные и отрицательные отзывы критиков, многие из которых назвали его главным недостатком плохо прорисованных персонажей.

## Сюжет
Звезда Болливуда Салман Хан скучает в фойе гостиницы. Вдруг рядом с ним присаживается таинственная незнакомка (Катрина Каиф) и рассказывает ему одну историю, с условием, что она ляжет в основу его нового фильма. История повествует о шести работниках колл-центра, руководителем которого является фанат всего американского Бакши (Далип Тахил), получивший от своих заокеанских боссов приказ уволить нескольких сотрудников. Но об этом пока ничего не знает коллектив центра: экспрессивный Врум (Сохаил Хан), бывший офицер (Шарат Саксена), молодые девушки Радхика (Амрита Арора) и Иша (Иша Коппикар), обаятельный Сэм (Шарман Джоши) и его бывшая подружка Приянка (Гул Панаг), которую он все ещё любит и которая вскоре должна выйти замуж в Америке по настоянию своей матери. Когда служебный конфликт доходит до критической точки, сотрудники центра получают звонок… от Бога.